# Ахладохори
Ахладохори (грч. Αχλαδοχώρι) је насељено место у општини Пела у периферији Средишња Македонија, Грчка. Према попису из 2021. године било је 337 становника.
Према бугарском географу и историчару, Василу Канчову, у Ахладохорију је 1900. године живело 450 Турака и 60 Словена хришћана. Године 1924. турско становништво је принудно исељено у Турску, док су се малобројне словенске породице преселиле у околна словенска села. На њихово место се населио већи број грчких избегличких породица и неколико десетина аромунских породица из Големе и Мале Ливаде. На попису из 1928. године Ахладохори је имао 522 становника. Село се раније звало Касалар.